# باشگاه فوتبال استاندارد لیژ
باشگاه فوتبال استاندارد لیژ (به انگلیسی: Royal Standard de Liège) یک باشگاه حرفه‌ای فوتبال در لیگ برتر بلژیک است که در شهر لیژ در کشور بلژیک قرار دارد. استاندارد لیژ در سال ۱۸۹۸ تأسیس شده‌است. آن‌ها یکی از پر افتخارترین باشگاه‌های بلژیک هستند؛ ۱۰ قهرمانی در لیگ برتر بلژیک، ۸ قهرمانی در جام حذفی فوتبال بلژیک، ۴ قهرمانی در سوپرجام فوتبال بلژیک و یک قهرمانی در جام اتحادیه فوتبال بلژیک، آن‌ها را تبدیل به یکی از موفق‌ترین باشگاه‌های فوتبال بلژیک کرده‌است؛ استاندارد لیژ رکورد دار حضور متوالی در بالاترین سطح فوتبال بلژیک است؛ آن‌ها از سال ۱۹۲۱ بی وقفه در بالاترین سطح فوتبال بلژیک حاضر بوده و به رقابت پرداخته‌اند. آن‌ها در فصل ۸۲–۱۹۸۱ به فینال جام برندگان جام اروپا راه یافتند اما در فینال مقابل بارسلونا شکست خوردند.

## افتخارات

### داخلی
لیگ برتر فوتبال بلژیک، قهرمان: ۱۰
۵۸–۱۹۵۷, ۶۱–۱۹۶۰, ۶۳–۱۹۶۲, ۶۹–۱۹۶۸, ۷۰–۱۹۶۹, ۷۱–۱۹۷۰, ۸۲–۱۹۸۱, ۸۳–۱۹۸۲, ۰۸–۲۰۰۷, ۰۹–۲۰۰۸
جام حذفی فوتبال بلژیک، قهرمان: ۸
۵۴–۱۹۵۳, ۶۶–۱۹۶۵, ۶۷–۱۹۶۶, ۸۱–۱۹۸۰, ۹۳–۱۹۹۲, ۱۱–۲۰۱۰, ۱۶–۲۰۱۵, ۱۸–۲۰۱۷
سوپرجام فوتبال بلژیک، قهرمان: ۴
۱۹۸۱, ۱۹۸۳, ۲۰۰۸, ۲۰۰۹
جام اتحادیه فوتبال بلژیک، قهرمان: ۱
۱۹۷۵

### بین‌المللی
جام برندگان جام اروپا، نایب قهرمان: ۱
۸۲–۱۹۸۱
جام اینترتوتو، نایب قهرمان: ۱
۱۹۹۶

## بازیکنان ایرانی
- رضا قوچان‌نژاد: (۲۰۱۴–۲۰۱۳)
- رضا ترابیان: (۱۹۹۹-۱۹۹۸)